# Elachiptera ugandae
Elachiptera ugandae är en tvåvingeart som beskrevs av Curtis W. Sabrosky 1951. Elachiptera ugandae ingår i släktet Elachiptera och familjen fritflugor. Inga underarter finns listade i Catalogue of Life.